# 保俶北路
保俶北路是中华人民共和国浙江省杭州市杭州市西湖区的一条道路，南起天目山路，北止文一路，全长2公里。保俶北路地处城西文教区，沿线有多座高校林立。原本道路两端均有直接相连的道路，南端为保俶路，北端为西溪河下路；惟文一路隧道建设后，北端路口处成为快速路高架转地下的过渡段，安全起见将此路口封闭，去往西溪河下路需要绕行文一路，因此只有南端依然与保俶路相连。为了方便行人过街，文一路口又兴建了人行隧道共行人和非机动车通过。早年间文教区的道路规划中，南北向道路有教一路、教二路（现教工路）、教三路（现学院路）三条，教一路就计划填西溪河以筑路（目前保俶(北)路右侧就是西溪河），然而由于是否填河存在变数，教一路的修建被推迟，最后原本的小路保留了保俶(北)路的名称。

## 相交道路

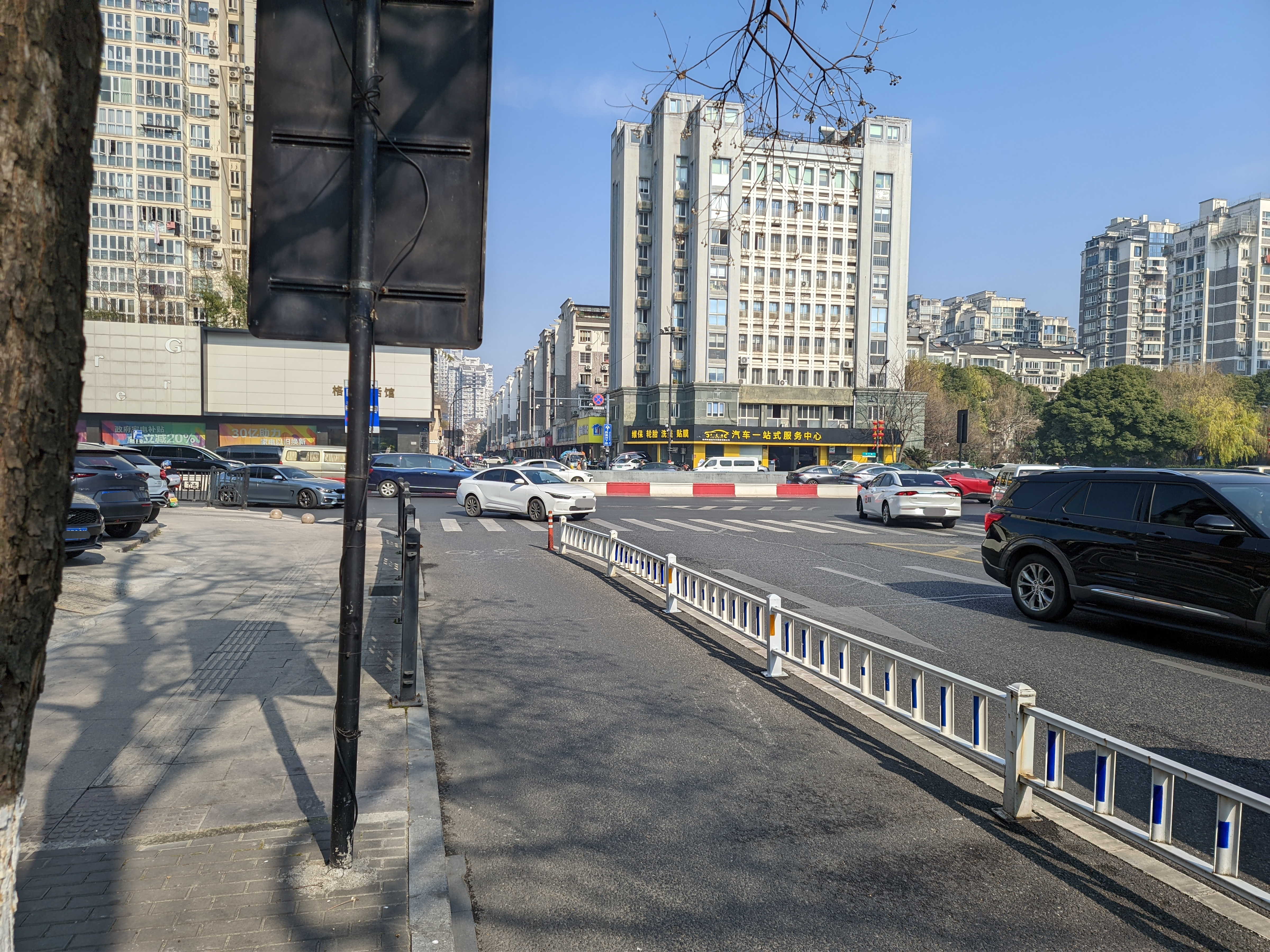
文一路口附近，文一路中间砌有隔离带，用于隔断保俶北路和西溪河下路

↑南接保俶路
- 天目山路
- 上宁巷
- 文三路
- 东：下宁巷
- 文二路
- 东：文北巷
- 文一路（南侧）

## 地铁
- 文二路口：2下宁桥站

杭州地铁2号线曾计划沿保俶路—保俶北路行走，早期的方案在余杭塘路转弯，后调整为文二路，两方案沿本路行驶的长度不同；最后因线位调整至凤起路—环城西路一带，本路失去地铁行驶。